# Florent-Prosper Colpaert
Pour les articles homonymes, voir Colpaert.
Florent-Prosper Colpaert, né le 20 août 1886 à Auderghem, et décédé en 1940, est un maître-verrier beige.

## Carrière
Florent-Prosper Colpaert fut d'abord élève à l'institut Saint-Luc de Gand, puis acheva sa formation chez le maître-verrier parisien Félix Gaudin, entre 1900 et 1913. Il s'associa ensuite avec son frère comme maître-verrier à Audenarde.
Son fils Jacques Colpaert, également maître verrier établit son atelier à Schaerbeek rue Monrose 33-35.